# Staple Tye
Staple Tye is een wijk in Harlow, in het Engelse graafschap Essex. In 2001 telde de wijk 7364 inwoners.